# Franz Alexius
Franz Alexius (* 29. Januar 1922 in Witzenhausen; † 2. Dezember 1997 in Köln) war ein deutscher Fußballspieler, der für den 1. FC Köln sowie den Rheydter Spielverein in der Oberliga West spielte.

## Laufbahn
Alexius wurde im hessischen Witzenhausen geboren, lebte bedingt durch einen Umzug seiner Familie seit seiner Kindheit in Köln. Das Fußballspielen erlernte er in den Jugendmannschaften des VfL Köln 1899, bei dem er anschließend auch in der Seniorenmannschaft spielte. Der Vorsitzende des Lokalrivalen Kölner BC 01, Franz Kremer, überredete Alexius im Jahr 1947 zum Wechsel in den Kölner Süden. Der Kölner BC spielte in der Saison 1947/48 zwar in der Rheinbezirksklasse und damit eine Stufe tiefer als der VfL 1899, Kremer plante aber in dieser Saison die Gründung eines Kölner Großvereins, die im Februar 1948 durch die Fusion des KBC mit der SpVgg Sülz auch zustande kam. Der neu entstandene Verein 1. FC Köln übernahm nun den Platz der Sülzer in der Rheinbezirksliga, der damals zweithöchsten Spielklasse, wo bereits 13 der 24 Spieltage absolviert waren. Unter Trainer Karl Flink, einem KBC-„Urgestein“, wurde die Mannschaft auf Anhieb Meister der Staffel 1. Alexius spielte dabei Seite an Seite mit Spielern wie Hennes Weisweiler, Walter Radant, Willi Nagelschmidt, Hans Graf und Willi Weyer und erzielte in den verbleibenden elf Ligaspielen sieben Tore. Der Aufstieg gelang dem noch jungen Verein jedoch nicht, in den Entscheidungsspielen unterlag man Rhenania Würselen. Im zweiten Anlauf, 1948/49, erreichte die Elf erneut unangefochten die Meisterschaft – am Saisonende standen 114:31 Tore und 49:3 Punkte zu Buche – und setzte sich in diesem Jahr in den Entscheidungsspielen gegen den Meister der Staffel 2, Bayer 04 Leverkusen durch. Neben Alexius, der in den 24 Ligaspielen 22 Tore erzielt hatte – ein weiteres folgte im ersten Aufstiegsspiel – und war damit bester Goalgetter der Kölner vor dem Nachwuchsstürmer Hans Schäfer.
Franz Alexius und seine Mannschaftskameraden spielten nun als Vertragsfußballer – die Regelung, dass Fußballspieler der Oberliga von ihren Vereinen monatlich bis zu 320 DM „Leistungsprämie“ erhalten durften, war zu dieser Saison eingeführt worden – in der obersten Spielklasse, der Oberliga West. Nachdem Trainer Karl Flink kurz nach Beginn der Saison 1949/50 nach Düsseldorf gewechselt war, übernahm Hennes Weisweiler, der ein halbes Jahr zuvor in der Sporthochschule Köln eine Trainerausbildung absolviert hatte, als aktiver Spieler die Übungsleitung beim FC. Ansonsten hatte es nur wenige personelle Veränderungen gegeben, mit dem Stamm der Aufstiegsmannschaft versuchte man sich nun im Fußball-Oberhaus zu etablieren. Im Sturm der Domstädter ragte nun mehr und mehr der junge Hans Schäfer heraus (18 Saisontore), doch auch Franz Alexius trug mit seinen neun Toren in 29 Spielen dazu bei, dass der 1. FC Köln bereits in seiner ersten Oberliga-Saison im oberen Drittel der Tabelle landete. Mit dem fünften Platz, punktgleich mit dem viertplatzierten STV Horst-Emscher, verfehlte man die Qualifikation zur Endrunde um die deutsche Meisterschaft nur knapp. Die Weisweiler-Elf hielt auch in den darauf folgenden Spielzeiten in der Spitzengruppe der West-Oberliga mit, die Leistungen schwankten aber im Saisonverlauf zu sehr, als dass es zu einer Endrundenteilnahme gereicht hätte: 1950/51 erreichte man zwar Platz vier, in diesem Jahr wurden jedoch nur noch die ersten Drei zur Endrunde zugelassen, 1951/52 folgte ein weiteres Mal Rang fünf. Als Alexius 1952 den Verein wechselte, hatte er in den drei Oberliga-Spielzeiten für den 1. FC Köln insgesamt 78 Oberligaspiele absolviert und 29 Tore erzielt.
Gemeinsam mit Hennes Weisweiler ging Franz Alexius im Sommer 1952 zum Rheydter Spielverein. Die Mannschaft vom Niederrhein war gerade aus der Oberliga in die II. Division abgestiegen und erhoffte sich den sofortigen Wiederaufstieg. Alexius ließ den nach Frankfurt abgewanderten Heinz Dokter schnell vergessen und stürmte an der Seite von Torjäger Michael Abel mit dem „Spö“ zur Vizemeisterschaft der II. Division West 1952/53, so dass die Weisweiler-Elf das Saisonziel Aufstieg erreichte. Die Schwarz-Weißen konnten sich aber nicht in der Oberliga halten, nach Abschluss der Runde 1953/54 belegte der Rheydter Spielverein, für den Franz Alexius in 28 Einsätzen nur noch sieben Mal getroffen hatte, den vorletzten Platz und musste wieder in die Zweitklassigkeit zurückkehren. Es war die bis heute letzte Saison des „Spö“ in der höchsten Spielklasse, denn in der II. Division fand der RSV 1954/55 nicht mehr den Anschluss an die Spitze und landete auf einem Mittelfeldplatz.
Anschließend beendete Franz Alexius, der seinen Lebensunterhalt als Beamter der Stadtverwaltung Köln verdiente, seine Laufbahn im höherklassigen Fußball. Er blieb dem Sport als Trainer kleinerer Amateurvereine wie dem TSV Ründeroth erhalten.